# Américo Lourenço Masset Lacombe
Américo Lourenço Masset Lacombe  (Rio de Janeiro, 4 de agosto de 1936) é um jurista brasileiro.
Advogado e juiz federal aposentado, foi nomeado em 2012 para a Comissão de Ética Pública da Presidência da República do Brasil. É ex-professor universitário e autor de obras e artigos jurídicos.

## Vida acadêmica
Em 1960, graduou-se bacharel em direito pela Pontifícia Universidade Católica do Rio de Janeiro (PUC-Rio) . Em 1965 especializou-se em teoria do estado e direito administrativo pela Universidade de São Paulo (USP). É mestre e doutor em direito tributário pela Pontifícia Universidade Católica de São Paulo (PUC-SP).
Foi professor assistente de direito administrativo da PUC-Rio, professor de direito tributário da Fundação Getúlio Vargas (FGV-SP); professor de direito tributário da Faculdades Metropolitanas Unidas (FMU) e professor assistente de direito tributário da PUC-SP.

## Vida profissional
Foi juiz federal nomeado para o cargo em 1966. Ocupou o cargo de titular da 9ª Vara da Seção Judiciária de São Paulo, presidente da Terceira Turma da Segunda Seção do Tribunal Regional Federal da 3ª Região, vice-presidente, corregedor e presidente do Tribunal Regional Federal da 3ª Região e juiz do Tribunal Regional Eleitoral de São Paulo (TRE-SP). É advogado em São Paulo.
Desde 8 de março de 2012 é membro da Comissão de Ética Pública da Presidência da República do Brasil, nomeado pela presidente Dilma Roussef para um mandato de três anos.

## Livros publicados
É autor de “O Conflito Sino-soviético”, Simões Editora, 1960; “Obrigação Tributária”, Editora Revista dos Tribunais (1977); “Imposto de Importação”, Editora Revista dos Tribunais (1979); “Contribuições Profissionais”, Editora Revista dos Tribunais (1987) e Princípios Constitucionais Tributários, Editora Malheiros (1996).